# Chesias isabella
Chesias isabella is een vlinder uit de familie spanners (Geometridae). De wetenschappelijke naam is voor het eerst geldig gepubliceerd in 1915 door Schawerda.
De soort komt voor in Europa.